# Кута

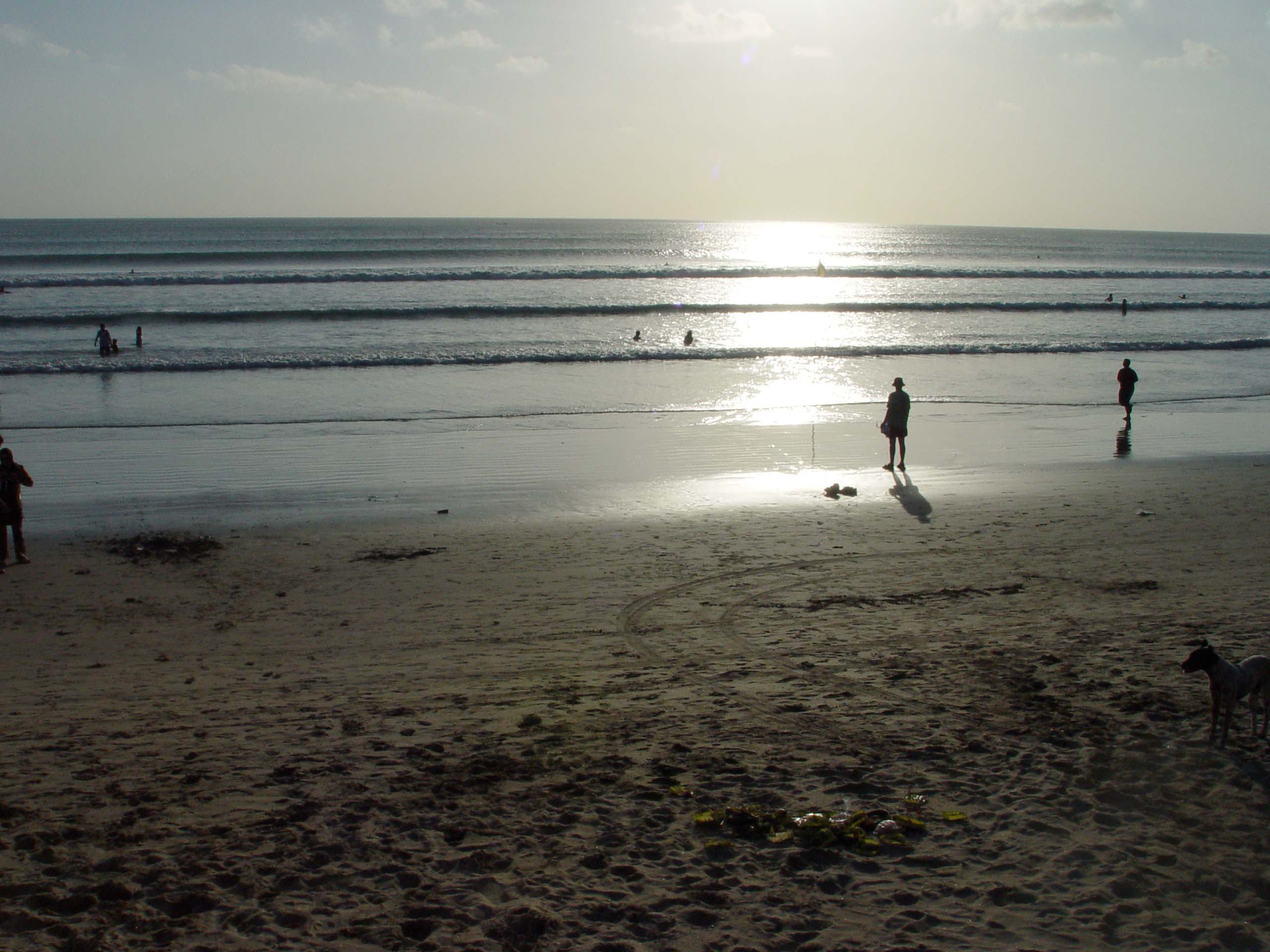
Пляж Куты

Ку́та (индон. Kuta) — район (индон. kecamatan) в южной части индонезийского острова Бали. Входит в состав округа Бадунг. Находится на побережье Индийского океана к юго-западу от административного центра Бали Денпасара, с которым практически слился в составе единой городской агломерации. Является одной из основных курортных зон Бали.
На юге граничит с районом Южная Кута, а на севере — с районом Северная Кута. В составе района 5 поселений (индон. kelurahan). Административным центром района является одноименное поселение. 
| Name      | Площадь, км2 | Население в 2010 | Население в 2020 |
| --------- | ------------ | ---------------- | ---------------- |
| Кута      | 7,23         | 37 902           | 20 228           |
| Легиан    | 3,05         | 8759             | 4902             |
| Семиньяк  | 2,65         | 6140             | 4256             |
| Тубан     | 2,68         | 22 947           | 21 235           |
| Кдонганан | 1,91         | 19 735           | 8539             |
| Сумма     | 17,52        | 95 482           | 59 160           |

## Описание
Само расположение Куты предопределило её статус главного курорта Бали. Кроме того, в Куте самые большие по протяжённости пляжи с белым мелким песком и рядом международный аэропорт. В 1936 году это была бедная деревня, населённая крестьянами и рыбаками. Чета американцев, Роберт и Луиза Кэук, путешествуя по Бали, открыли для себя эти места и решили построить гостиницу в традиционном балийском стиле: несколько отдельных павильонов. Она получила название «Kuta Beach Hotel». Ещё одна американка Ваннина Уокер, которая принимала участие в борьбе за независимость Индонезии, открыла гостиницу с тем же названием.
Кута — центр серфинга.
В 1942 г., во время японской оккупации, отели были разрушены. В 1955 г. появился новый отель «Kuta Beach». Он также оставался единственным на протяжении 12 лет.
В 1967 г. на острове практически не было гостиниц, а те, которые были, не знали, что такое электричество. Первые хиппи останавливались в Денпасаре, а днём приезжали на пляжи Куты. Балийцы быстро оценили ситуацию и стали сдавать комнаты туристам. Открылось несколько ресторанов. Для австралийцев Кута показалась заманчивой из-за возможности заниматься сёрфингом.
В восьмидесятые, Кута входила в треугольник ККК (Кхаосан Роад в Бангкоке, Катманду, Кута) — излюбленный маршрут поколения хиппи.
К 1997 г. количество номеров в гостиницах увеличилась до 20000. В такой же прогрессии развивался и ресторанный бизнес. Изменился и состав туристических групп. Массовый туризм определил размах строительства. Выросли многоэтажные отели на 500 номеров. Открылись сотни магазинов. В разгар сезона в Легиане — Куте — Семиньяке население увеличивается до 200 тысяч человек.
Сегодня Кута — крупный и популярный курорт из лабиринта маленьких улиц с частными домами, гостиницами и ресторанами.

## Террористические акты в Куте
12 октября 2002 г. Кута подверглась террористическим ударам со стороны исламистов, в результате которых взрывами были полностью разрушены две дискотеки и убито 202 человека, преимущественно, граждан Австралии. Следующая серия терактов сотрясла Куту 1 октября 2005 г. Взрывы раздались в одном из ресторанов на торговой улице вблизи универмага «Matahari» и в двух ресторанах на пляже Джимбарана в 15 км от города.